# 國際鐵路公報
《國際鐵路公報》（英語：Railway Gazette International）是一個內容為介紹全世界鐵路、地鐵、輕軌運輸系統與有軌電車相關產業的月刊。該月刊以每年訂閱一次提供讀者，並且讀者群來自超過全世界140個國家的運輸業專業人士和決策者、鐵路管理者、工程師、顧問和鐵路業的供應商。國際鐵路公報內刊登的技術、商業以及地理專題文章，加上每月鐵路相關新聞頁面介紹了鐵路產業各方面的發展，包含基礎建設、營運、鐵路車輛與鐵路信號。

## 歷史
國際鐵路公報將其歷史追溯到1835年5月的鐵路雜誌，當時它由 Effingham Wilson 創立。鐵路公報標題可追溯到1905年7月，旨在涵蓋鐵路商業和金融事務。1914年4月，它與合併了 Herapath 的鐵路雜誌的《鐵路時報》合併，並於1935年2月吸收了《鐵路工程師》。大約在這個時候，它還吸收了《鐵路新聞》。然後，它反映了鐵路活動的各個方面，特別是在大英帝國和世界其他使用類似技術的地區。
1964年1月，它與姊妹刊物 Diesel Railway Traction 合併，其頻率從每週減少到每兩週。
1970年10月，它更名為《國際鐵路公報》，並減為月刊。
國際鐵路公報是鐵路公報集團的一部分，該集團本身是 DVV 媒體集團的一部分。在2007年4月1日之前，它一直是 Reed Business Information 的一部分。

## 外部連結
- 官方网站